# Johanna Bœuf
Pour les articles homonymes, voir Bœuf.
 Johanna Bœuf, née le 11 avril 1997 à Albertville, est une  skieuse alpine française.

## Biographie
En 2010, elle est vice-championne de France Benjamines (moins de 13 ans) de slalom à Chamonix.
En 2011, elle est vice-championne de France Minimes (moins de 15 ans) de super G et en combiné à Serre-Chevalier.
En mars 2012, elle est championne de France Minimes (moins de 15 ans) de slalom géant à Val d'Isère. En avril, elle dispute la 32e édition de la Scara à Val d'Isère, qui est avec la Topolino, l'une des 2 compétitions internationales des jeunes (moins de 16 ans) qui regroupe les meilleurs skieurs mondiaux de cette catégorie d'âge. Elle y prend la 4e place en  super G et 5e place en slalom.
En 2015, elle est vice-championne de France U18 (moins de 18 ans) de descente à Serre-Chevalier
Elle intègre l’équipe de France Juniors pour la saison 2015-2016. En décembre 2015, elle prend la 8e place du combiné de Coupe d'Europe de Kvitfjell. En avril 2016, elle se fait opérer d'un ligament croisé du genou.
Elle accède à l’équipe de France B à partir de la saison 2016-2017.
Le 11 novembre 2017, elle dispute sa 1re épreuve de Coupe du Monde dans le slalom de Lévi. En février 2018, elle prend une bonne 7e place dans le slalom des Championnats du monde juniors U21 (moins de 21 ans) à Davos.
En février 2019, elle prend la 5e place du slalom parallèle de Coupe d'Europe de Tignes. En mars, elle monte pour la 1re fois sur le podium des Championnats de France Elite en prenant la 3e place du slalom à Auron, derrière Nastasia Noens (la quintuple championne de France de slalom), et Ninon Esposito qui ne la précède que de 9 centièmes. Elle met alors fin à sa carrière.

## Palmarès[4]

### Coupe du monde
- 3 épreuves de Coupe du Monde disputées (à fin mars 2019)

### Championnats du Monde Juniors
| Épreuve / Édition   | Descente | Super G | Slalom géant | Slalom | Combiné |
| Mondiaux 2018 Davos | -        | -       | -            | 7e     | -       |

### Coupe d'Europe
2 tops-ten

#### Classements
| Saison / Épreuve | Saison / Épreuve | Général | Général | Descente | Descente | Super G | Super G | Géant  | Géant  | Slalom | Slalom | Combiné | Combiné |
| ---------------- | ---------------- | ------- | ------- | -------- | -------- | ------- | ------- | ------ | ------ | ------ | ------ | ------- | ------- |
| Saison / Épreuve | Saison / Épreuve | Class.  | Points  | Class.   | Points   | Class.  | Points  | Class. | Points | Class. | Points | Class.  | Points  |
| 2016             | 2016             | 111e    | 46      | -        | -        | -       | -       | -      | -      | 43e    | 46     | -       | -       |
| 2018             | 2018             | 143e    | 15      | -        | -        | -       | -       | -      | -      | 65e    | 15     | -       | -       |
| 2019             | 2019             | 93e     | 58      | -        | -        | 66e     | 2       | 45e    | 32     | 54e    | 24     | -       | -       |

### Festival Olympique de la Jeunesse Européenne
| Épreuve / Édition | Slalom géant | Slalom | Epreuve par équipe |
| FOJE 2015 Malbun  | Abandon      | 12e    | 4e                 |

### Championnats de France

#### Elite
| Édition / Epreuve                          | Descente | Super-G | Slalom géant | Slalom  | Super combiné |
| ------------------------------------------ | -------- | ------- | ------------ | ------- | ------------- |
| Championnats 2014 Méribel/Les Arcs         | -        | -       | Abandon      | Abandon | -             |
| Championnats 2015 Serre-Chevalier          | 12e      | 18e     | 21e          | Abandon | -             |
| Championnats 2016 Les Menuires             | -        | -       | -            | -       | -             |
| Championnats 2017 Val Thorens/Lélex/Tignes | -        | -       | -            | Abandon | -             |
| Championnats 2018 Châtel                   | -        | -       | Abandon      | Abandon | -             |
| Championnats 2019 Auron                    | -        | -       | -            | Bronze  | -             |

#### Jeunes
1 titre de Championne de France

##### Cadettes U18 (moins de 18 ans)
2015 :
- Vice-Championne de France de Descente à Serre-Chevalier

##### Minimes U16 (moins de 16 ans)
2013 :
- 4e des championnats de France du Combiné aux Menuires

##### Minimes  (moins de 15 ans)
2012 : 
- Championne de France de Slalom Géant à Val d'Isère

2011 :
- Vice-championne de France de Super Géant à Serre-Chevalier
- Vice-championne de France de Combiné à Serre-Chevalier

##### Benjamines (moins de 13 ans)
2010 :
- Vice-championne de France de Slalom à Chamonix

### Scara (course internationale des jeunes)
2012 à Val d'Isère :
- 4e en super G
- 5e en slalom.